# Trudi Demut
Trudi Demut (* 3. März 1927 in Zürich; † 4. Oktober 2000 ebenda) war eine Schweizer Bildhauerin und Malerin.

## Leben und Werk

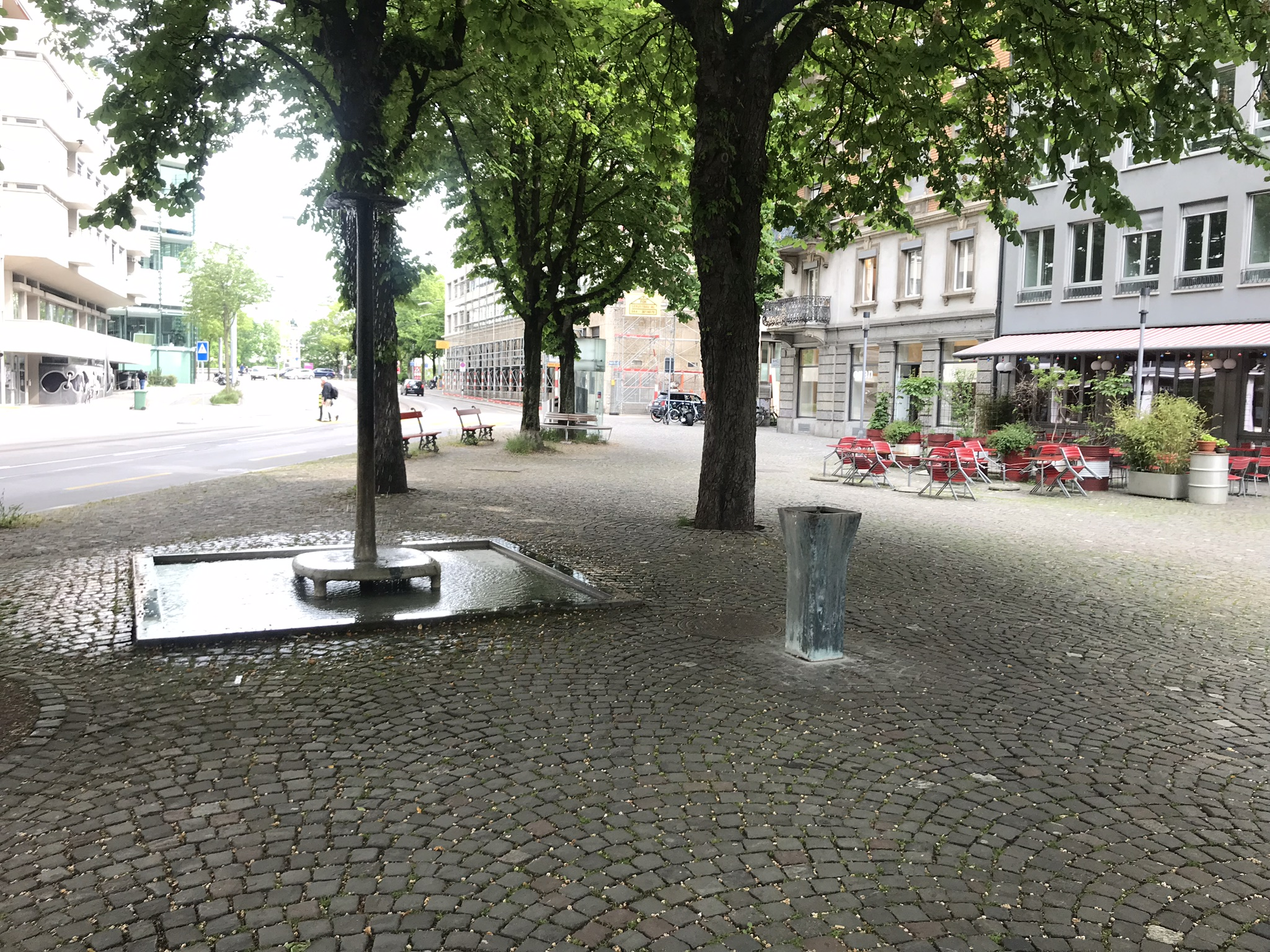
Brunnenanlage von Trudi Demut am Zürcher Werdplatz (1982)

Trudi Demut wurde am 3. März 1927 als Tochter eines Schlossers in Zürich geboren. Sie absolvierte eine kaufmännische Lehre und ging anschliessend 1947 für ein Jahr als Au-pair-Mädchen nach England. Dort besuchte sie in London an der Kingston School of Art Abendkurse in Bildhauerei. Wieder in Zürich, arbeitete sie als Praktikantin beim Grabsteinbildhauer Sepp Zgraggen und lernte in jener Zeit die Bildhauer Hans Aeschbacher und Otto Müller kennen. Sie wurde Mitarbeiterin und Schülerin von Otto Müller, der sie auch in die Geschichte der Kunst, Philosophie und Literatur einführte. Später wurde sie die Lebensgefährtin ihres 22 Jahre älteren Lehrers. Im Jahr 1953 gehörte Demut mit Müller, Aeschbacher und anderen zu den ersten Künstlern, die im neu erbauten Atelierhaus Wuhrstrasse der «Baugenossenschaft Maler und Bildhauer Zürich» ein eigenes Atelier bezogen. Noch bis 1964 arbeitete sie halbtags als «Bürofräulein». Gleichzeitig vertiefte sie autodidaktisch ihre Kenntnisse und Fähigkeiten in der Malerei; sie malte in Acryl und Öl.
Bildhauerisch arbeitete Demut vorwiegend mit Gips, selten mit Stein. Sie schuf Reliefs, Gips- und Bronzeskulpturen. Die Stadt Zürich erwarb 1957 eine erste Plastik Demuts, es folgten zahlreiche weitere Ankäufe und Aufträge durch die öffentliche Hand. Zu ihren bekanntesten Werken gehört die Brunnenanlage auf dem Zürcher Werdplatz, wo zwischen Kastanienbäumen eine drei Meter hohe Säulenplastik aus einem kleinen quadratischen Wasserbecken aufragt. Während in den späten 1950er und 1960er Jahren ihre Werke noch schlichten geometrischen Formen folgten, entwickelten sich ihre Arbeiten ab den 1970er Jahren zu traumbildhaften, surrealen Schöpfungen. So zählen beispielsweise sich wölbende, zu Lebewesen gewordene Tische und hohe schlanke Plastiken mit langen Schäften, auf denen fragile Figuren sitzen, zu ihren charakteristischen Arbeiten aus jener Zeit. 
In den Jahren 1959, 1962 und 1974 erhielt Demut einen Studien- und Werkbeitrag der Stadt Zürich, 1961 ein Kiefer-Hablitzel- und ein Eidgenössisches-Stipendium sowie 1994 die Ehrengabe aus dem Kunstkredit der Stadt Zürich.
Trudi Demut starb am 4. Oktober 2000 im Alter von 73 Jahren in ihrer Geburtsstadt Zürich.

## Werke (Auswahl)
- Zürich-Affoltern, Sportanlage, Olympisches Stilleben, 1978
- Zürich, Werdplatz, Brunnenanlage mit Wassermast, 1982–1983
- Seelisberg, Brunnenanlage am Tanzplatz, 1989
- Kunstsammlung der Stadt Zürich
- Kunstsammlung Kanton Zürich
- Kunsthaus Zug